# Polícia de Segurança Pública
 (janvier 2013).
Si vous disposez d'ouvrages ou d'articles de référence ou si vous connaissez des sites web de qualité traitant du thème abordé ici, merci de compléter l'article en donnant les références utiles à sa vérifiabilité et en les liant à la section « Notes et références ».

Logo

La Polícia de Segurança Pública (ou PSP) est la force de police nationale civile portugaise, et est une des quatre forces de sécurité intérieure du Portugal. Elle possède les mêmes compétences que la Police nationale en France.

## Histoire
La Police portugaise moderne fut créé en 1867 sous la forme d'une police civile : la  Polícia  Civil regroupant les fonctions de police judiciaire, police administrative et  de sécurité publique. Elle devint Polícia  Civica (Police Civique) en 1910. Enfin cette Police civique pris son nom actuel de Polícia de Segurança Pública en 1927 avec le détachement définitif de la  Polícia Judiciária.

## Missions
Elles sont identiques à celles de la Garde nationale républicaine. la PSP exerce ainsi  des missions de police judiciaire, de police administrative et diverses.  Cependant, certaines infractions complexes ou graves demeurent le domaine réservé de la PJ (service de police relevant du ministère de la justice)

## Organisation
La PSP comprend plusieurs  zones de polices :
- Commandements métropolitains (CoMet, comandos metropolitanos): Lisbonne et Porto
- Commandements régionaux (CR, comandos regionais): Açores et Madère
- Commandemenst de districts (CD, comandos distritais): Faro, Beja, Évora, Portalegre, Setúbal, Santarém, Leiria, Castelo Branco, Coimbra, Aveiro, Viseu, Guarda, Braga, Viana do Castelo, Vila Real et Bragance.

## Armement dans les années 2000/2010
L'arme de service la plus commune est le  Glock 19 (9x19mm Parabellum) mais la PSP dispose aussi des modèles suivants :
Pistolets  
- Beretta M92FS et 92F Compact (9x19mm Parabellum);
- Beretta PX4 (9x19mm Parabellum);
- Glock 17 (9x19mm Parabellum);
- HK USP Compact (9x19mm Parabellum);
- HK P30 (9x19mm Parabellum);
- SIG GSR (.45ACP); (Unidade Especial de Polícia)
- SIG P226 (9x19mm Parabellum)/SIG P228 (9x19mm Parabellum)/SIG SP2022 (9x19mm Parabellum);
- Walther P99 (9x19mm Parabellum)/Walther P5 (9x19mm Parabellum);

Riot-guns calibre 12
- Mossberg 590
- Remington 870
- Fabarm SDASS (version Compact)
- Benelli M3
- Winchester 1200

Pistolets-mitrailleurs
- Beretta M12 (9x19mm Parabellum);
- FN P90 (5.7x28mm); (Unidade Especial de Polícia)
- HK MP5 (9x19mm Parabellum); (Unidade Especial de Polícia)
- HK UMP9 (9x19mm Parabellum); (Unidade Especial de Polícia)
- HK UMP45 (.45ACP); (Unidade Especial de Polícia)

Fusils d'assaut
- HK G36 (5.56x45mm NATO); (Unidade Especial de Polícia)
- HK G3 (7,62x51mm);

Fusil de précision
- HK MSG90 (7,62x51mm); (Unidade Especial de Polícia)

## Source principale/lien externe
- Site officiel de la Polícia de Segurança Pública